# Organización territorial de la República Checa
La República Checa consta de 13 regiones (kraje en checo) y una ciudad capital (hlavní město), marcada con un *:
| Escudo | Región                                 | Capital          | Habitantes (2005) | Área (km²) |
| ------ | -------------------------------------- | ---------------- | ----------------- | ---------- |
|        | Praga* (Hlavní město Praha)            | Praga            | 1.176.592         | 496        |
|        | Bohemia Meridional (Jihočeský kraj)    | České Budějovice | 626.870           | 10.057     |
|        | Moravia Meridional (Jihomoravský kraj) | Brno             | 1.130.620         | 7.067      |
|        | Karlovy Vary (Karlovarský kraj)        | Karlovy Vary     | 304.644           | 3.315      |
|        | Hradec Králové (Královéhradecký kraj)  | Hradec Králové   | 547.903           | 4.758      |
|        | Liberec (Liberecký kraj)               | Liberec          | 428.291           | 3.163      |
|        | Moravia-Silesia (Moravskoslezský kraj) | Ostrava          | 1.251.883         | 5.535      |
|        | Olomouc (Olomoucký kraj)               | Olomouc          | 639.033           | 5.159      |
|        | Pardubice (Pardubický kraj)            | Pardubice        | 505.584           | 4.519      |
|        | Pilsen (Plzeňský kraj)                 | Pilsen           | 550.369           | 7.561      |
|        | Bohemia Central (Středočeský kraj)     | Praga            | 1.150.040         | 11.014     |
|        | Ústí nad Labem (Ústecký kraj)          | Ústí nad Labem   | 823.020           | 5.335      |
|        | Vysočina (Kraj Vysočina)               | Jihlava          | 510.032           | 6.926      |
|        | Zlín (Zlínský kraj)                    | Zlín             | 590.484           | 3.964      |

## Países históricos
La República Checa está formada por tres países históricos: Bohemia, Moravia y Silesia checa (la parte sureña de Silesia).

## CZ-NUTS
Para fines estadísticos, basadas en las normativas europeas y fijadas por la Eurostat, se encuentran las unidades NUTS en vigor en la Unión Europea. Las 14 regiones se encuentran clasificadas en los niveles NUTS-3. Unos regiones forman NUTS-2, otros NUTS-2 consisten de dos o tres regiones.